# معتب بن أبي لهب
معتب بن أبي لهب بن عبد المطلب الهاشمي القرشي ابن عم رسول الله.

## نسبه
- أبوه : أبو لهب عبد العزى بن عبد المطلب بن هاشم بن عبد مناف بن قصي بن كلاب بن مرة بن كعب بن لؤي بن غالب بن فهر بن مالك بن النضر بن كنانة بن خزيمة بن مدركة بن إلياس بن مضر بن نزار بن معد بن عدنان.[1] عم رسول الله صلى الله عليه وسلم.
- أمه : أم جميل أروى بنت حرب بن أمية بن عبد شمس بن عبد مناف بن قصي بن كلاب بن مرة بن كعب بن لؤي بن غالب بن فهر بن مالك بن النضر بن كنانة بن خزيمة بن مدركة بن إلياس بن مضر بن نزار بن معد بن عدنان.[1] وهي أخت الصحابي أبو سفيان بن حرب، وهي المذكورة في القرآن بحمالة الحطب.

## قبل إسلامه
كان رسول الله قد زوج عتيبة من ابنته أم كلثوم كما زوج أختها رقية من أخيه عتبة ثم طلقاهما بغضا لرسول الله حينها بتحريض من والديهما.

## إسلامه
أسلم عام الفتح هو وشقيقه عتبة بن أبي لهب. فقد ذكر الزبير بن بكار أنه شهد هو وأخوه حنيناً مع النبي صلى الله عليه وسلم وكانا ممن ثبت وأقاما بمكة.
وأخرج ابن سعد بسند له إلى العباس بن الفضل قال:« لما قدم رسول الله ﷺ مكة في الفتح قال لي: " يا عباس أين ابنا أخيك عتبة ومعتب لأراهما؟ " فقلت: " تنحيا مع من تنحى من مشركي قريش " قال: " اذهب فائتني بهما ". قال: " فركبت إلى عرفة فأتيتهما فقلت: إن رسول الله ﷺ يدعوكما فاركبا معي سريعين ".  فدعاهما إلى الإسلام فأسلما وبايعا فقال النبي ﷺ: " إني استوهبت ابني عمي هذين من ربي فوهبهما لي "».
وأخرج الطبراني من وجه آخر إلى علي أن النبي ﷺ دخل يوم الفتح بين عتبة ومعتب يقول للناس: « هذان أخواي وابنا عمي فرحا بإسلامهما استوهبتهما من الله فوهبهما لي ». ويجمع بأنه دخل المسجد بينهما بعد أن أحضرهما العباس.

## طالع كذلك
- أبو لهب
- أم جميل